# Alban Haas

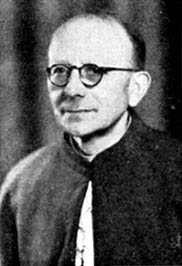
Alban Haas 1927

Alban Haas (* 29. Januar 1877 in Diemantstein (Schwaben), heute Markt Bissingen; † 15. Mai 1968 in Neustadt an der Weinstraße) war ein deutscher katholischer Priester und Prälat, der als Heimatforscher und Kirchenhistoriker sowie Buchautor bekannt wurde.

## Leben

### Familie

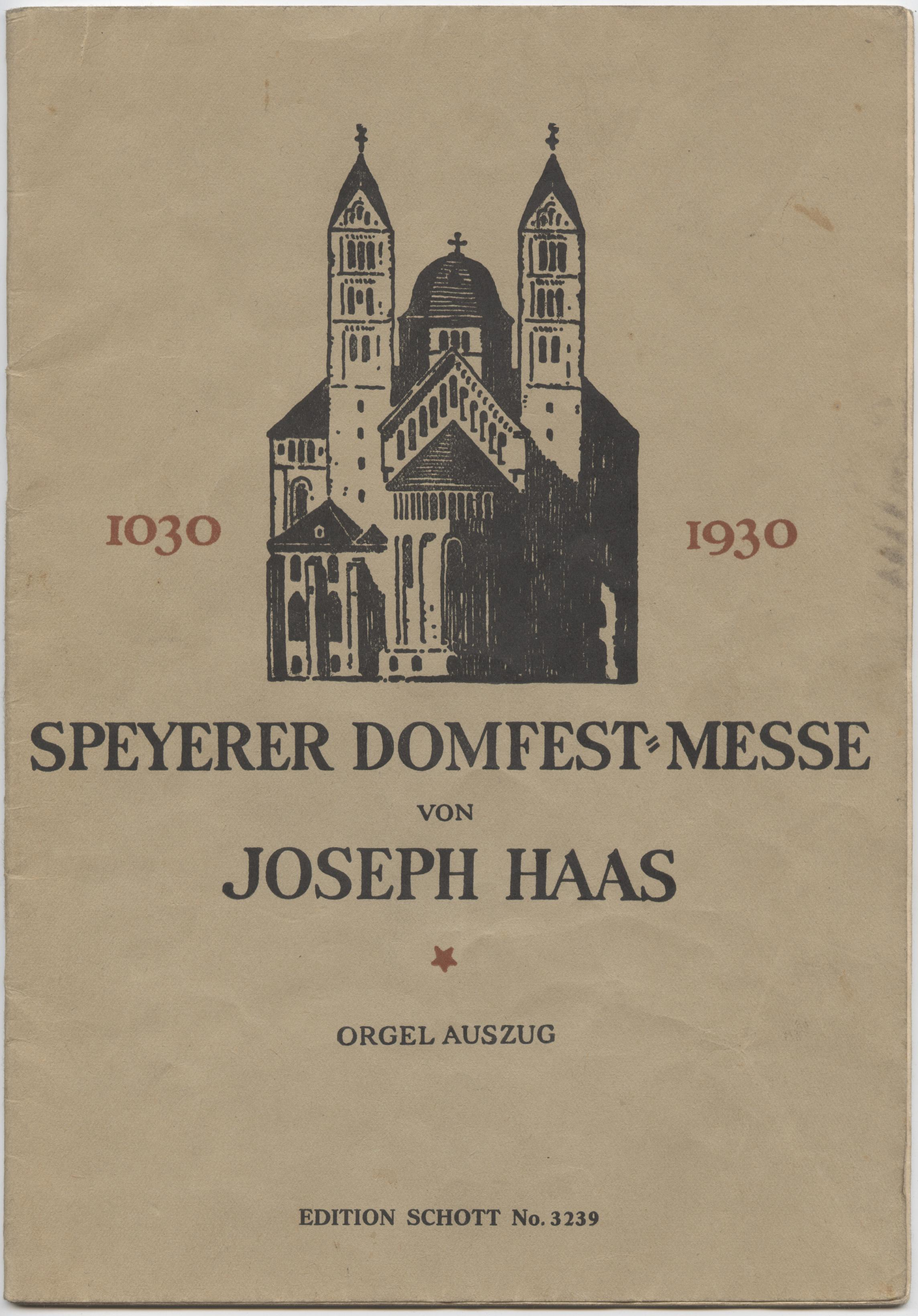
Titelblatt der Speyerer Domfestmesse

Alban Haas wurde als Sohn des gleichnamigen Lehrers in Diemantstein geboren, das heute zur Marktgemeinde Bissingen in Bayerisch Schwaben gehört.
Sein jüngerer Halbbruder aus der zweiten Ehe des Vaters war der Komponist Joseph Haas, ein Schüler von Max Reger. Er komponierte u. a. die Speyerer Domfestmesse zum 1930 gefeierten Jubiläum des Doms im Bistum Speyer, wo sein Bruder tätig war.
Sein jüngerer Halbbruder aus der zweiten Ehe des Vaters war der Komponist Joseph Haas, ein Schüler von Max Reger. Er komponierte u. a. die Speyerer Domfestmesse zum 1930 gefeierten Jubiläum des Doms im Bistum Speyer, wo sein Bruder tätig war.

### Ausbildung
Alban Haas besuchte das Gymnasium bei St. Stephan in Augsburg und legte 1896 das Abitur ab. Ein Jahr lang studierte er Philosophie und Pädagogik in Dillingen (Donau), anschließend Theologie in München. Als Alumne des erzbischöflichen Priesterseminars Georgianum empfing er dort am 11. Juli 1900 die Priesterweihe.

### Beruf
Zunächst wirkte Haas drei Jahre lang als Kaplan, dann bis 1913 als Stadtprediger in Günzburg. Außerdem unterrichtete er an der klösterlichen Lehrerbildungsanstalt der Englischen Fräulein. Hierfür legte er 1911 das staatliche Examen als Lehrerausbilder ab, auf das er sich im Selbststudium vorbereitet hatte.

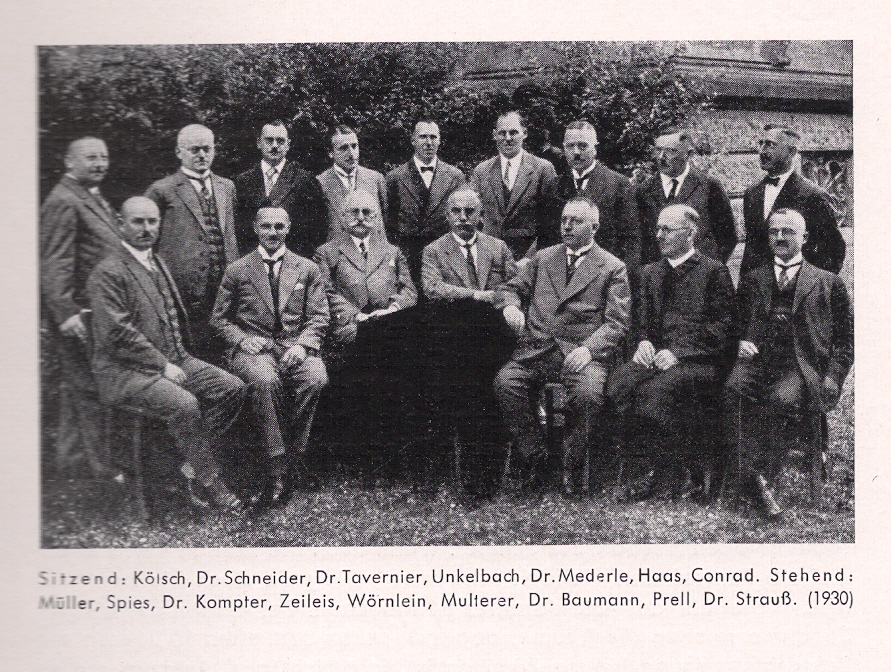
Lehrerkollegium des Humanistischen Gymnasiums Neustadt, 1930, mit Alban Haas (sitzend, 2. von rechts) und Karl Strauß (hinten rechts)

Im Sommer 1913 versetzte die Bayerische Staatsregierung Haas an die Katholische Lehrerbildungsanstalt in Speyer. Hier unterrichtete er bis 1923 die angehenden Pädagogen hauptsächlich in den Fächern Deutsch, Geschichte und Französisch; am 1. September 1918 wurde er Präfekt des Instituts, 1920 wurde er zum Studienprofessor ernannt. Ab dem 8. Dezember 1923 arbeitete Haas als Religionslehrer am Humanistischen Gymnasium in Neustadt an der Weinstraße, 1928 wurde er zum Oberstudienrat befördert. Seit 1964 wurde das Gymnasium in Kurfürst-Ruprecht-Gymnasium umbenannt. Er war Kollege des jüdischen Mathematik- und Physiklehrers Karl Strauß, bis dieser 1935 durch die nationalsozialistischen Machthaber aus dem Dienst entfernt wurde.
Mit 61 Jahren trat Haas im Dezember 1938 vorzeitig in den Ruhestand, in dem er sich als Heimatforscher für seinen Wohnort Neustadt und dessen Umgebung sowie als Kirchenhistoriker für das Bistum Speyer betätigte. Beispielsweise beschäftigte er sich mit der Auswertung des lokalgeschichtlich bedeutsamen Seelbuches des Liebfrauenstifts Neustadt. Das Stift war von den Wittelsbachern gegründet worden, die Stiftskirche diente ihnen als Grablege. Die Ergebnisse seiner Forschungen legte Haas in mehreren Büchern nieder.

## Schriften (Auswahl)
- Die Aegidien-Stiftskirche in Neustadt an der Haardt. Ein volkstümlicher Führer bei der Betrachtung der altzeitlichen Denkmale in Neustadts altem Stadtheiligtum. In: Festschrift zur Feier des 90jährigen Bestehens des Pfarrcäcilienvereins Neustadt an der Haardt. Neustadt 1933, S. 51–128.
- Aus der Nüwenstat. Vom Werden und Leben des mittelalterlichen Neustadt an der Haardt. 1. Auflage. Selbstverlag der Pfälzischen Gesellschaft zur Förderung der Wissenschaft, Neustadt/Weinstr. 1951.
- Alban Haas und Annemarie Hogg (deutsche Übersetzung und Herausgabe): Das Leben des hl. Franz von Assisi. Pilger-Verlag, Speyer 1952 (franz. Originalausgabe von Omer Englebert: La Vie de St. François d’Assisi. Paris 1947).
- Die Lazaristen in der Kurpfalz. Beiträge zu ihrer Geschichte. Pfälzische Verlagsanstalt, Neustadt/Weinstr. 1960.
- Aus der Nüwenstat. Vom Werden und Leben des mittelalterlichen Neustadt an der Weinstraße. 2. Auflage. Pfälzische Verlagsanstalt, Neustadt/Weinstr. 1964.

## Ehrungen

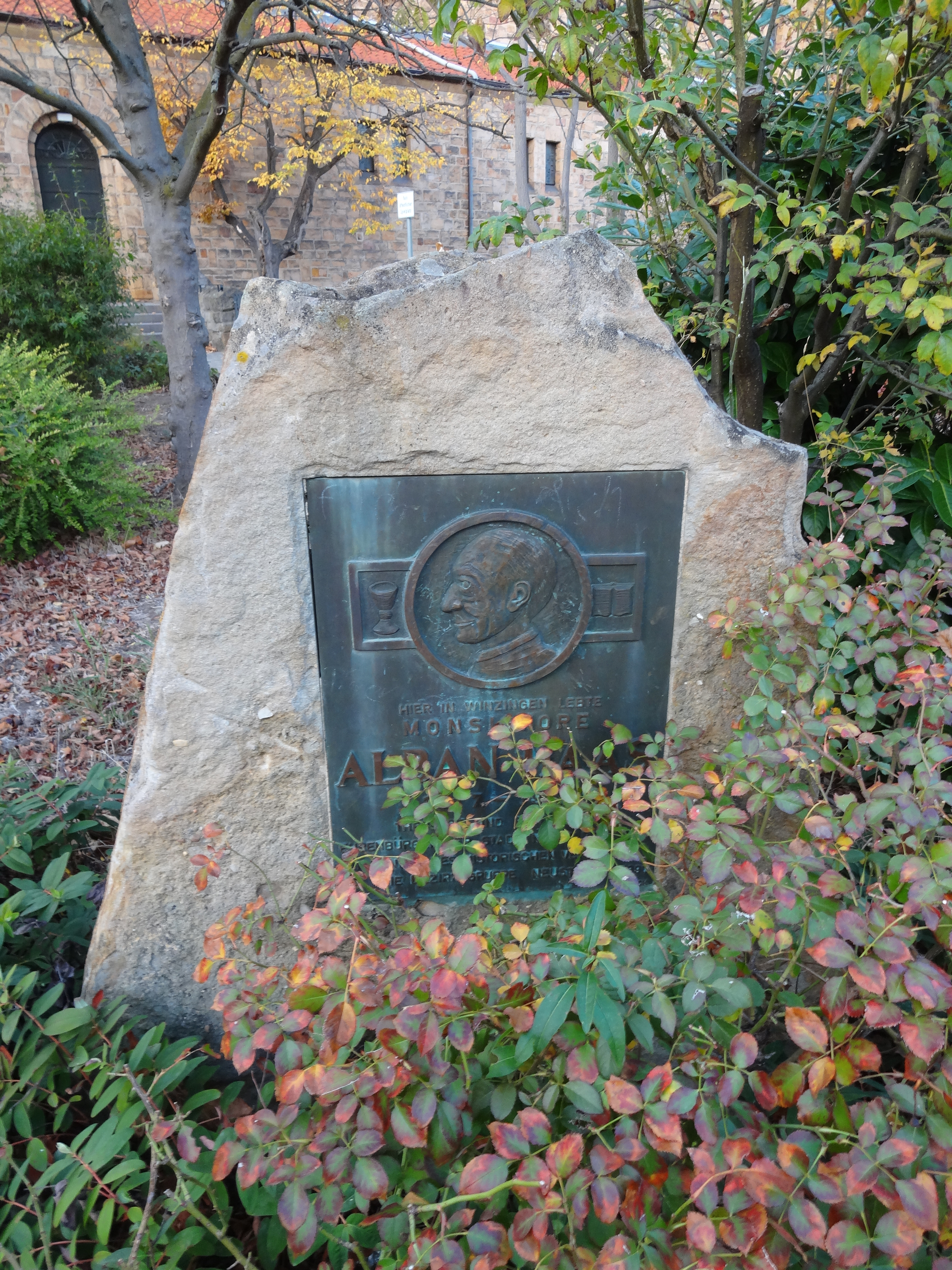
Gedenkstein für Haas an der Josefskirche in Neustadt

Kirchlicherseits trug Haas seit 1940 den Ehrentitel Päpstlicher Hausprälat. 1953 erhielt er das Verdienstkreuz (Steckkreuz) der Bundesrepublik Deutschland. Wegen seiner Verdienste um die Heimatforschung wurde er am 20. September 1960 zum Ehrenbürger von Neustadt ernannt und dort, wie auch in seinem Geburtsort, mit einer Straßenwidmung geehrt.
Eine späte Anerkennung wurde Haas fast 50 Jahre nach seinem Tod zuteil: Ein 2016 erschienenes Themenheft zum Ende des Zweiten Weltkriegs machte publik, dass er 1945 mit Erfolg zwei katholische Bischöfe eingeschaltet hatte, um die Freilassung zweier Brüder aus französischer Internierung zu erreichen. Die beiden jungen Männer aus Deutschland waren Söhne eines Katholiken und einer Jüdin, und Haas hatte sie am Gymnasium als Religionslehrer unterrichtet. Im April 1944 waren sie als sogenannte „Halbjuden“ nach Frankreich in ein KZ deportiert worden und mussten in den Kalksteinbrüchen von Cravant-sur-Yonne unter Tage Zwangsarbeit verrichten. Nach ihrer Flucht im August 1944 wurden sie von den Franzosen als vermeintliche deutsche Spione fast ein Jahr lang eingesperrt, bis sie im Sommer 1945 auf Haas’ Betreiben freikamen. Später stifteten sie in der kleinen Vorortkirche Notre Dame d’Arbaud von Cravant eine Votivtafel.